# Sabine Ansel
Sabine Ansel (* 27. Dezember 1978 in Stuttgart) ist eine deutsche Faustballerin.
Sabine Ansel zählt auf nationaler und internationaler Ebene zu den herausragenden Faustballspielerinnen. Sie gilt seit vielen Jahren als weltbeste Abwehrspielerin. 2006 holte sie mit der deutschen Nationalmannschaft den Weltmeistertitel. Faustball-Europameisterin wurde sie 2007, 2005 und 2003. Außerdem steht für sie mit der Nationalmannschaft eine WM-Silbermedaille, errungen 2010 in Chile, sowie eine WM-Bronzemedaille bei der Weltmeisterschaft 2002 in Brasilien, zu Buche. Obwohl gebürtige Stuttgarterin und heute noch Mitglied bei der TSVgg Stuttgart-Münster, hat Sabine Ansel nahezu all ihre Erfolge auf Vereinsebene mit dem in Niedersachsen beheimateten Ahlhorner SV erreicht. Besonders erfolgreich verlief das Jahr 2004, als Ahlhorn mit Sabine Ansel in der Halle und im Feld deutscher Meister und außerdem Weltpokalsieger im brasilianischen Porto Alegre wurde. Einen weiteren Weltpokal-Sieg gab es 2006 in Ahlhorn. Bei all diesen Titeln handelt es sich um Erfolge im Feld.
Im Europapokal holte Abwehrspielerin Ansel mit ihrem Verein 2008, 2007, 2005 und 2003 im Feld sowie 2009, 2003 und 2002 in der Halle den Titel. Insgesamt neun deutsche Meistertitel verteilen sich auf Feld-Runde (2010, 2008, 2007, 2004, 2003) und die Hallen-Runde (2010, 2008, 2004, 2002). Dabei gelang ihr in den Jahren 2004, 2008 und 2010 jeweils das „Double“ (Gewinn des Feld- und Hallentitels in einer Saison).
Schon vor dem Wechsel nach Ahlhorn holte Sabine Ansel ihre erste Meisterschafts-Medaille: Mit dem TV Böblingen, für den sie von 1998 bis 2000 spielte, belegte sie 1999 bei der DM den dritten Platz. Neben ihren Titeln errang sie vier deutsche Vize-Meisterschaften. Im Europapokal war sie mit Ahlhorn vier Mal auf dem zweiten und drei Mal auf dem dritten Platz.
Sabine Ansel wurde aufgrund ihrer herausragenden sportlichen Leistungen mit dem Silbernen Lorbeerblatt ausgezeichnet. Am 28. Mai 2008 nahm sie die höchste staatliche Auszeichnung für deutsche Sportler in Berlin aus den Händen von Bundesinnenminister Wolfgang Schäuble entgegen. Nur drei Monate zuvor war die Polizeikommissarin, die in Hannover lebt und arbeitet, vom niedersächsischen Innenminister Uwe Schünemann als „Sportlerin des Jahres 2007“ der Niedersächsischen Polizei geehrt worden.
Nach dem Gewinn des DM-Titels im März 2008 in Bretten, bei der sie einmal mehr in das All-Star-Team gewählt wurde, erklärte sie aus beruflichen Gründen ihren vorläufigen Rücktritt vom aktiven Sport. In der Saison 2009/2010 spielte sie wieder für den Ahlhorner SV und holte mit ihrem Verein bei den Deutschen Meisterschaften den Hallen- und Feldtitel. Bundestrainerin Eber berief sie erneut in die Nationalmannschaft für die Weltmeisterschaften im November 2010 in Santiago de Chile, wo sie mit dem Nationalteam die Vizeweltmeisterschaft erringen konnte.
Zum Faustball war Sabine Ansel erst als Jugendliche gekommen – über ein Schulprojekt. Beim Turnverein im Stuttgarter Stadtteil Stammheim hatte sie vorher bereits Tennis gespielt und geturnt, außerdem ab 1992 beim Eisenbahnersportverein in der Nachbarstadt Kornwestheim Kickboxen betrieben.
| Personendaten    | Personendaten          |
| ---------------- | ---------------------- |
| NAME             | Ansel, Sabine          |
| KURZBESCHREIBUNG | deutsche Faustballerin |
| GEBURTSDATUM     | 27. Dezember 1978      |
| GEBURTSORT       | Stuttgart              |